# Sumu-Abum
Sumu-Abum fue un monarca amorreo, primer rey de Babilonia y fundador de la Dinastía I de Babilonia.

## Historia
Sumu-Abum reinó en Babilonia entre los años 1.894 y 1.881 a. C. Sumu-Abum se proclamó como rey independiente durante la guerra de rivalidad de Isin y Larsa. A partir de Sumu-Abum se asiste a un lento crecimiento de la influencia de Babilonia en Mesopotamia. Le sucedió su hijo Sumu-la-El.